# Kontaktfähigkeit
Kontaktfähigkeit als Persönlichkeitsmerkmal umreißt die  Kompetenz, zu bekannten sowie auch unbekannten Personen Kontakt aufzunehmen, Beziehungen aufzubauen und diese aufrechtzuerhalten. Darüber hinaus umfasst es auch die Fähigkeit des Aufbaus und der Aufrechterhaltung sozialer Netzwerke sowohl im Berufs- als auch im Privatleben (vgl. Hossiep und Paschen, 2003). 
Es lassen sich Überschneidungen mit dem Konzept „Extraversion“ aus dem Big-Five-Modell bzw. Drei-Faktoren-Modell nach Eysenck (1953, vgl. auch Fisseni, 1998; Amelang & Bartussek, 2001) feststellen, welches ebenfalls diese Aspekte des „Networking“ beinhaltet.